# El padrino II (videojuego)
El padrino II es un videojuego comercializado por primera vez el 7 de abril de 2009 en Estados Unidos y basado en la película The Godfather Part II (Francis Ford Coppola, 1974). Al igual que en la precuela de este videojuego El padrino cuenta con el programa Mob face (Cara de mafioso) que permite editar al personaje principal. La diferencia con respecto al primero es que no sólo se puede modificar el aspecto del protagonista, sino que también se puede modificar a los hombres que estén al servicio del jugador. Al igual que también incluye el sistema Mano negra y similares estilos de ejecución al igual que en la primera entrega.
Nueva York se ha modificado hasta el punto de dejarla irreconocible y muy pequeña ya que la mayoría de la historia se desarrolla en las otras dos localizaciones, Florida y Cuba, contando estas dos con un terreno más extenso. Esta vez las misiones son lineales y no tan fieles a la película como en el primer juego. Los miembros de la familia mafiosa no son como los de la versión Don Corleone sino que cada uno tiene una habilidad especial tales como hacer explotar coches, quemar edificios, derribar puertas o robar cajas fuertes. Se pueden controlar a todos y cada uno de los componentes, mandarlos a vigilar negocios o asesinarlos para contratar otros mejores.
El padrino II recibió críticas mixtas entre todas las plataformas. Inclusive críticas comunes sobre errores gráficos, errores de programación, inteligencia artificial pobre, y un diseño del mundo abierto inimaginable. Algunas críticas también sintieron que el juego se desviaba demasiado de la trama y el tono de la película, y que fue demasiado fácil y demasiado corto. Fue un fracaso comercial, vendiendo menos de 400.000 unidades en todo el mundo en todas las plataformas. Como conseciencia de su pobre desempeño crítico y comercial llevó a EA a descartar planes para una adaptación del filme El padrino III.

## Jugabilidad
El padrino II combina el género de acción-aventura y juego de rol desde en modo tercera persona, en que el jugador controla a Dominic, un personaje original creado para el juego, quien se convierte en Don para la familia Corleone en Nueva York, y subjefe de Michael Corleone. La jugabilidad y sus mecánicas son asemejantes al subgénero de los clones de GTA, ya que el jugador puede viajar libremente por el mundo del juego, controlar vehículos, aunque hagan lo que quieran en términos de atacar y/o matar a civiles inocentes, y avancen en la historia a su propio ritmo, pasando todo el tiempo que deseen atravesando la ciudad.

## Combate
En cierto modo, a diferencia de su predecesora, la vista en tercera persona permite que el jugador apunte con una pistola, una magnum, una tommy gun, una escopeta, y un rifle de francotirador, y aparte de arrojadizos como cócteles molotov y dinamita. El juego cuenta con un sistema de bloqueo y un sistema de puntería manual. En el sistema manual, el jugador tiene total libertad para apuntar a donde desee. En el sistema de bloqueo, el jugador puede fijar un objetivo, pero aún tiene cierto grado de libertad para apuntar manualmente; La retícula de orientación se puede mover alrededor del objetivo fijado, lo que permite al jugador apuntar a áreas específicas. Si la retícula se vuelve roja, el jugador ha encontrado un punto débil. Todos los enemigos tienen cuatro puntos débiles - dos rodillas y dos hombros. Si el jugador dispara a una de sus rodillas, el enemigo ya no podrá correr, pero seguirá disparando. Si el jugador golpea un hombro, el enemigo no podrá responder ni luchar.
El otro tipo de combate es cuerpo a cuerpo, que es muy similar a "Mano Negra" usado en el juego anterior. Una vez que el jugador apuntó a un NPC, ya sea hostil o no hostil, puede usar el stick analógico derecho o botones de los hombros para entrar en combate cuerpo a cuerpo. El sistema permite ataques ligeros, ataques pesados, ataques potentes y ataques direccionales. También le permite al jugador hacer girar al oponente, arrastrarlo, estrangularlo, levantarlo si cae de rodillas, golpearlo contra las paredes, aplastarle la cabeza contra los mostradores, arrojarlo por encima de las repisas y por las ventanas, y realizar maniobras de ejecución cuando el oponente está adecuadamente debilitado. Los jugadores también pueden empuñar numerosas armas cuerpo a cuerpo, como el bate de beisból, tubería de plomo, porras de policía, y palos de taco.

### Armas
Las armas no han cambiado mucho aunque lógicamente tienen un diseño más típico de los años 60, la diferencia más notable es que las mejoras de arma no se compran, sino que se van encontrando.
- Automática:

(Lv.1) Tommy Gun

(Lv.2) MP38

(Lv.3) AK-47 Modificada 
- Magnum:

(Lv.1) .357 Magnum

(LV2) .44 Magnum Forcer

(Lv.3) .501 Magnum Enforcer
- Pistola:

(Lv.1) Pistola

(Lv.2) Pistola con silenciador

(Lv.3) M1911 Delta (con silenciador)
- Rifle:

(Lv.1) Sniper Rifle

(Lv.2) Spitzer Centerfire 

(Lv.3) Vintovka SR-98
- Escopetas:

(Lv.1) Escopeta

(Lv.2) Recortada

(Lv.3) Schofield Semi-auto
- Armas cuerpo a cuerpo:

Bate de beisból

Porra de policía

Palo de taco

Tubería de plomo
- Cócteles Molotov
- Dinamita
- Bomba

## Historia
El personaje principal (Dominic), a diferencia del anterior protagonista de la saga (Aldo Trapani), empieza desde el rango más alto de la Cosa Nostra. Aunque el nombre del protagonista es Dominic (No se puede cambiar) su apellido es desconocido ya que no se nombra en toda la trama argumental. La historia comienza en Cuba, en el cumpleaños de Hyman Roth que después se junta con el año nuevo. Esto no es fiel a la película ya que en ella, cuando ocurre el año nuevo, Roth está ingresado en un hospital. Durante la dimisión de Fulgencio Batista como presidente empiezan los disturbios en La Habana y Dominic tendrá que guiar hasta la salida a Aldo, Michael Corleone y Fredo Corleone. Cuando salen del edificio donde se celebraba el año nuevo se encuentra con los disturbios revolucionarios en las calles y de nuevo Dominic tendrá que abrirse paso hasta el aeropuerto donde Aldo Trapani es alcanzado por el disparo de un francotirador. Tras esto, Michael, Fredo y Dominic logran escapar en avión hacia Nueva York. En el viaje, Michael nombra a Dominic Don de la familia de Aldo. A partir de aquí, el jugador tiene que enfrentarse a Carmine Rosato, que controla la mitad de Nueva York. Frank Pentangeli quiere deshacerse de los hermanos Rosato, Tony y Carmine. Pero Carmine le tiende una trampa, Dominic escapa y a Frankie se le cree muerto. Cuando la familia de Carmine es eliminada se desbloquea Florida, la ciudad más grande. Donde Dominic conoce a Hyman Roth. En la ciudad hay dos familias al principio, la familia de Tony Rosato y la familia de Rico Granados. Cuando Dominic intenta volver a Nueva York, se lo impide una huelga en el aeropuerto. Hyman Roth le presenta a un agente de la CIA llamado Mitchell. Quien le encargará que se deshaga del tipo que creó la huelga. Al volver a NY Michael le cuenta al protagonista que lo están investigando entonces pone a Tom Hagen a su servicio como consigliere. Este dará consejos al jugador a la hora de tomar negocios enemigos o contratar guardias para los locales y así no perder dinero. A medida que la historia avanza aparecerá una familia más, los Mangano. Don Mangano firma la paz con Dominic. Pero alguien dispara contra él y Fredo cree que han sido los Mangano. Don Mangano arrebata a Dominic muchos de sus negocios y comienza una guerra contra él y los Corleone. Fredo carga con las culpas alegando que no le contaron nada a Michael para no involucrarlo ya que tenía encima una investigación. Michael discute con él y le dice que no quiere volver a verle. Fredo no vuelve a aparecer por el momento en la historia. Roth y Mitchell convencen a Dominic a viajar a Cuba y eliminar al actual presidente Fidel Castro. En La Habana habrá que asesinar a los disidentes para que los revolucionarios crean que Dominic está de su parte. Acaba llamándole una señorita llamada María para invitarle al palacio presidencial. Entonces la labor del jugador será avanzar por el palacio sigilosamente y asesinando con al técnica del sigilo a los guardias hasta llegar a un punto estratégico para asesinar a Castro. Al dispararle, Castro cae al suelo y su acompañante (Don Almeida) empieza a hablar con Dominic, sin saber donde este se encuentra. Almeida es el Don de la familia Almeida y tiene el control de Cuba. Dominic debe escapar de Cuba siendo perseguido por la autoridad de La Habana. En Nueva York Michael le dice a Dominic que vaya al prostíbulo para extorsionar al senador Pat Geary. Para ello Dominic se tiene que hacer pasar por un empresario. Luego hay que recoger al hermano de Frank Pentangeli. Este convencería a Frankie de que violar la omertá, se paga con la muerte. Pero al llegar, descubre al guardaespaldas muerto. Alguien ha secuestrado al hermano de Frank. Hay que preguntar a la gente de la calle si lo han visto. Después de conseguir algunas pistas, hay tres lugares donde pueden encontrarse los secuestradores. Al hablar con los secuestradores se descubrirá el paradero de Pentangeli, al recogerle habrá que llevarle a los juzgados. Frank, al ver a su hermano, cambia la declaración y no testifica contra Michael. Él, mandará a Dominic a asesinar a Mitchell y destruir a todas las otras familias. Cuando lo consigue, arrebatando y protegiendo negocios, y posteriormente destruyendo las residencias rivales. Luego, en Florida Michael hablará sobre Hyman Roth. El objetivo es ir al aeropuerto de Miami para asesinar allí a Roth. Cuando Roth es asesinado, habrá que escapar de la policía llegando a la que fue la mansión Mangano. Allí esperará Tom, quien hará pasar a Dominic a una habitación donde está Michael. Este le dirá que se ha ganado su respeto y el título de padrino. Después susurrará algo en su oído. La siguiente imagen se centra en el lago Tahoe. Se ve la barca con Fredo y al lado Dominic. Mientras que el primero reza un ave María, se ven imágenes de todas las apariciones de este en el juego. Cuando termina la oración, Dominic le apunta por detrás con una pistola en la nuca y le dispara. Entonces se escucha su voz y le dice: Fredo, lo siento.
Después de los títulos de créditos el jugador aparece en la mansión Mangano.

## Expansiones
Hay expansiones disponibles para las distintas versiones, son de pago y se pueden descargar desde el menú del videojuego. También existe un personaje llamado Tommy Cipolla que solo se puede conseguir PC reservando el juego por internet.

## Relación con la película
Esta entrega no es tan fiel a la película como lo era la anterior en algunos aspectos. Un cambio considerable es que al principio, en Cuba, aparte de que el cumpleaños de Hyman Roth y el fin de año se celebran el mismo día, Fredo escapa de la ciudad con Michael, mientras que en la película no. En el videojuego ni siquiera se menciona la traición de Fredo, y acaba siendo asesinado por otra razón. Otro fallo, su asesino en la película es Al Neri mientras en el juego es Dominic. Pasa lo mismo con Hyman Roth, su asesino es Rocco Lampone. Dominic es el encargado en el videojuego de hacerlo. Aun así el juego muestra un interesante punto de vista hacia la película del mismo modo que lo hacía el anterior juego. En esta también hay personajes que no aparecen aunque sí se mencionan tales como Al Neri, Rocco Lampone, Connie Corleone o Carmella Corleone entre otros.